# スラーヴァ駅
スラーヴァ駅（ロシア語: ст.  Слава）は、ロシア連邦サハリン州ティモウスク管区モラロージュノエ村にあるロシア鉄道コルサコフ-ノグリキ線の駅である。

## 概要
1979年 - コルサコフ-ノグリキ線 ティモフスク駅- ノグリキ駅間開通により開業。構内配線はかつて3線あったが現在は1線を残して撤去されている。愛称付列車「サハリン」号（ユジノサハリンスク - ノグリキ間）は当駅に停車しない。